# Línia d'Arles a Prats de Molló
La línia d'Arles a Prats de Molló, també anomenada el tramvia de l'Alt Vallespir o el petit tren de l'Alt Vallespir, és una antiga línia de ferrocarril d'ample mètric de 28,7 km de llarg que connectava, des de 1913 a l'any 1937, Arles amb Prats de Molló, al Vallespir. A Manyaques sortia una branca fins a Sant Llorenç de Cerdans.

## Història

### Cronologia
- 1902: concessió a la "Société Tricoche et Vazeille"
- 12 juliol 1913: primera circulació d'un tren
- 1 agost 1913: inici activitat comercial de la línia i de la seva branca a St. Llorenç de Cerdans
- 1 juny 1937: tancada al tràfic de passatgers i mercaderies

### Creació
A principis del segle xx, Prats de Molló era un apreciat centre d'estiueig i caça, i La Presta (5 km a l'oest de Prats, Tec amunt) un reputat balneari on es tractaven malalties urinàries. Per a arribar-hi, després de baixar del tren a Arles, calia agafar una diligència per a remuntar la vall del Tec. El trajecte era molt llarg, d'entre 3 a 4 hores, i encara més a l'hivern. Els regidors municipals d'aquest municipi van decidir buscar un altre mitjà de transport entre aquestes dues localitats. Els regidors de Prats de Molló, els empresaris de Sant Llorenç de Cerdans i la població local reclamaren així una línia de ferrocarril a les autoritats departamentals.
El consell general dels Pirineus Orientals es va preocupar ràpidament d'aquesta reivindicació i el 1902, va concedir la primera concessió a la companyia "Tricoche et Vazeille" que va començar els treballs el 1903, però els va cessar dos anys més tard. Va tornar a treballar-hi l'any 1907 però es van aturar poc temps després.
Durant tots aquells anys, el consell general va dubtar sobre el mode de tracció a utilitzar. Caldran set anys per adoptar les conclusions votades el 1902.
Les obres es van reprendre l'any 1910 i el departament es va encarregar de la construcció de les estacions, la via, les estructures d'enginyeria i el desenvolupament de la central hidroelèctrica, mentre que la Companyia de Ferrocarrils dels Pirineus Orientals es va encarregar d'establir la fàbrica i comprar el material rodant.
La inauguració oficial esdevingué el dia 12 de juliol de 1913 sota la presidència del prefecte Emery i en presència de M. Scholl, director dels ferrocarrils dels Pirineus Orientals i alcalde de Sant Llorenç de Cerdans, i el Dr. Arsène Guisset, alcalde de Prats de Molló.
El primer tren va sortir d'Arles a les 12:25, s'aturava a les 12:51 al Pas del Llop, a les 13:10 a Manyaques i arribava a les 13:38 a Sant Llorenç. Una gran gentada esperava el tren que va sortir cap a Prats de Molló a les 14:05 hores per arribar-hi a les 15:12. Encara hi havia més gent. El tren finalment va retornar cap a Arles a les 15:27, arribant-hi a les 16:47 (1 h 20 min per a poc menys de 20 km).
La línia Arles - Prats de Molló, amb el ramal cap a Sant Llorenç de Cerdans a Manyaques, es va inaugurar el dia 1 d'agost de 1913 per la "Compagnie des chemins de fer des Pyrénées-Orientales" (CFPO), com a prolongació de la línia d'Elna a Arles, construïda per la "Compagnie des chemins de fer du Midi et du Canal latéral à la Garonne".

### Accidents
El 23 de novembre de 1914, arran d'una allau de pedres de la muntanya de Les Palmes, la via va ser arrossegada en un gran tram, prop de Prats de Molló.
El 16 de maig de 1930, a les 9:30 hores, un nen d'un any va ser atropellat per un tren que passava per davant de casa seva, de la qual acabava d'esmunyir-se.

### Tancament
La línia va veure com el seu trànsit de passatgers i mercaderies s'aturava l'1 de juny de 1937 a causa de la competència de la carretera i el desenvolupament del trànsit de vehicles a motor d'explosió, augmentant les pèrdues i el dèficit. Aquesta va ser la primera línia de la CFPO que es va tancar. Ja parcialment desmantellada, la major part de la línia va ser destruïda per l'Aiguat de 1940, que també va destruir el tram Ceret - Arles de la línia d'ample estàndard d'Elna a Arles, on hi romandrà, fins al voltant de 1975, trànsit de mercaderies (mineral de ferro) sortint de l'entrada est del túnel de Els Banys d'Arles.
Després del tancament de la línia, l'equip de tracció i el material mòbil es van vendre per subhasta, i la línia es dividí en dues seccions: travessa Arles i del PK 11.500 a l'estació de Prats de Molló.

## Característiques
Era l'única línia elèctrica amb una tensió de 6000 V i 25 Hz de la xarxa de la CFPO. L'electricitat provenia de la central hidroelèctrica de Puig-Redon construïda per a l'ocasió. Les instal·lacions hidroelèctriques previstes comprenien 5 turbines de 135 cavalls cadascuna, acoblades directament a una dinamo a corrent continu produint 90 kilowatts. Es construiria un dipòsit d'un mínim de 6000 metres cúbics de capacitat i una canonada per alimentar les turbines.
Aquesta línia es va construir sobre el model d'un tramvia i els raïls eren del tipus Vignole,.

### Traçat i perfil
Aquesta línia de muntanya tenia corbes i un perfil força difícil. El seu pendent havia de ser inferior al 70 ‰ i el radi de les corbes havia de ser superior a 25 m.

### Estacions
Originàriament, la línia havia de tenir 7 estacions,. Després, l'any 1912, s'hi afegeixen dues estacions més, les de Can Partera i Puig-Redon,.

### Obra
Entre Manyaques i La Farga del Mig hi havia un pont sobre el Tec.

## Funcionament
La línia estava servida per 3 viatges diaris d'anada i tornada amb connexions a l'estació d'Arles cap a Perpinyà. El servei començava a les 9 del matí i acabava a les 19h. El trajecte Arles - St. Llorenç durava 1 hora 25 minuts mentre que el trajecte Arles - Prats de Molló durava 1 hora 30 minuts.
La composició dels trens era mixta: una secció automotriu connectada a vagons de mercaderies excepte durant fires o festes on s'hi afegien trens (seccions) addicionals.
A més de viatgers, la línia s'utilitzava per a transportar mercaderies com ara: espardenyes, estaques de fusta per als ceps, i llistons i cercles de castanyer per a fer bótes.
Sobre el paper, la velocitat de la línia es limitava a 25 km/h en àrea urbana i a 35 km/h fora de les poblacions però, en realitat, no superava 20 km/h al camp i 5 km/h a en àrea urbana,.

### Tancament
Després del tancament de la línia el 1r de juny de 1937 es van introduir els serveis d'autobús per substituir els serveis ferroviaris. Hi havia 3 trajectes diaris d'anada i tornada. El servei entre Arles i Prats de Molló el feia l'empresa Pierre Ayax i el de la branca de Manyaques fins a St. Llorenç l'empresa Joseph Boix,.

### Tarifes (1930)

#### Arles - St. Llorenç
El preu en segona classe era de 2,95 francs mentre que en primera, eren 4 francs.

#### Arles - Prats de Molló
El preu en segona classe era de 3,25 francs i en primera, 4,40 francs .

## Material mòbil
La línia tenia:
- 3 automotors mixtes per a viatgers amb no menys de 28 seients i 120 cavalls de potència.
- 3 furgons de correu automotors amb 60 cavalls de potència cadascun.
- 3 cotxes sense motor tancats per a viatgers.
- 2 vagons de càrrega tancats automotors amb una potència de 120 cavalls cadascun.
- 3 vagons de mercaderies coberts no automotors
- 3 vagons plataforma no automotors

Tots els vagons de mercaderies van ser construïts per a transportar 10 tonnes.
Les locomotores, els cotxes i els vagons estaven equipats amb un fre continu.
La línia disposava de dos coberts per al material mòbil, un a Prats de Molló i l'altre a Sant Llorenç de Cerdans.

## Restes
Hi ha molt poques restes de la línia i del seu ramal. A Manyaques, antiga cruïlla entre el ramal de Prats i el de Sant Llorenç, hi ha el viaducte que permetia al ramal de Sant Llorenç creuar el Tec. Els pals de ferro que sostenien les catenàries encara són presents al pont. L'estació d'encreuament encara es allí. Més enllà d'aquest viaducte, un camí ha pres el lloc dels raïls fins a la Farga del Mig.
L'estació terminal de Sant Llorenç de Cerdans encara existeix, i com la de Manyaques, encara conserva les seves plaques esmaltades que indiquen el nom del lloc. El mateix passa amb les estacions d'Arles, de Tec i de Prats de Molló.
D'Arles a Prats i de Farga del Mig a Sant Llorenç, el tramvia compartia la carretera amb els vehicles de motor.
Després de l'Aiguat de 1940, les baranes de la línia, sense cap servei, es van utilitzar per a la construcció de baranes a la carretera. Els murs de pedra tallada estaven connectats per trossos de barana. Encara se'n poden veure diverses per la D115 i sobretot per la carretera que uneix Prats de Molló amb La Presta.
Alguns pals de catenàries encara romanen a la línia,.